# Бетокур
Бетоку́р (фр. Betaucourt) — коммуна во Франции, находится в регионе Франш-Конте. Департамент — Верхняя Сона. Входит в состав кантона Жюсе. Округ коммуны — Везуль.
Код INSEE коммуны — 70066.

## География
Коммуна расположена приблизительно в 290 км к юго-востоку от Парижа, в 70 км севернее Безансона, в 33 км к северо-западу от Везуля.
Вдоль юго-восточной границы коммуны протекает река Сона.

## Население
Население коммуны на 2010 год составляло 159 человек.
| 1962 | 1968 | 1975 | 1982 | 1990 | 1999 | 2010 |
| ---- | ---- | ---- | ---- | ---- | ---- | ---- |
| 201  | 205  | 179  | 186  | 178  | 173  | 159  |

## Администрация
| Период | Период | Фамилия           | Партия | Примечания |
| ------ | ------ | ----------------- | ------ | ---------- |
| 2001   | 2008   | Фабьен Оберландер |        |            |
| 2008   | 2014   | Лиди Билиштен     |        |            |

## Экономика

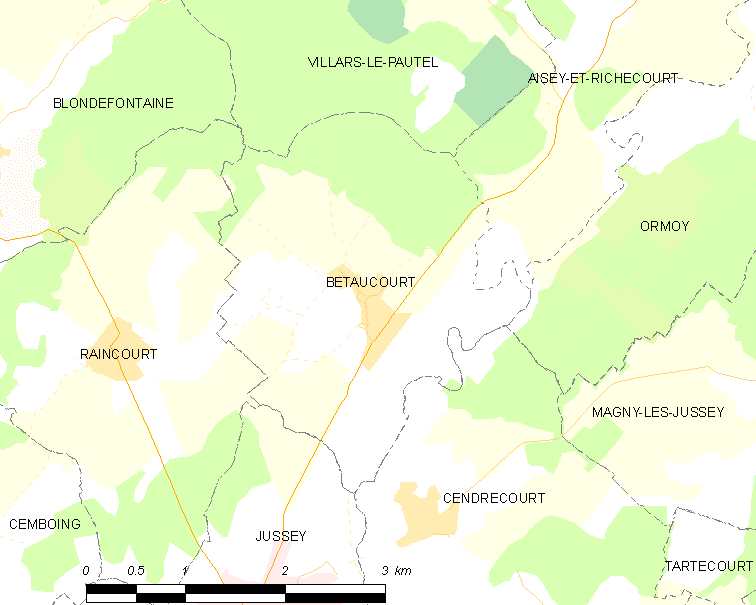
Карта коммуны

В 2010 году среди 89 человек трудоспособного возраста (15—64 лет) 68 были экономически активными, 21 — неактивными (показатель активности — 76,4 %, в 1999 году было 62,1 %). Из 68 активных жителей работали 60 человек (35 мужчин и 25 женщин), безработных было 8 (4 мужчины и 4 женщины). Среди 21 неактивных 2 человека были учениками или студентами, 11 — пенсионерами, 8 были неактивными по другим причинам.